# Hepatoporus asper
Hepatoporus asper is een krabbensoort uit de familie van de Xanthidae. De wetenschappelijke naam van de soort is voor het eerst geldig gepubliceerd in 1994 door Davie & Turner.